# Herzogtum Böhmen
Das Herzogtum Böhmen (lateinisch Ducatus Bohemiæ, tschechisch České knížectví), war eine Monarchie und ein Fürstentum des Heiligen Römischen Reiches in Mitteleuropa während des Früh- und Hochmittelalters. Es wurde um 870 von Tschechen als Teil des Großmährischen Reiches gebildet. Böhmen trennte sich vom zerfallenden Mähren, nachdem Herzog Spytihněv 895 dem ostfränkischen König Arnolf die Treue geschworen hatte. Während die böhmischen Herzöge der Přemysliden zunächst auf der Prager Burg und der Burg Levý Hradec regierten und weitere Güter unter ihre Kontrolle brachten, wurde die von den Brüdern Kyrill und Method eingeleitete Christianisierung von den fränkischen Bischöfen des Bistums Regensburg und Bistums Passau fortgesetzt. Im Jahr 973 wurde das Bistum Prag durch die gemeinsamen Bemühungen des böhmischen Herzogs Boleslaus II. und des Römisch-deutschen Kaisers Otto I. gegründet. Herzog Wenzel I. von Böhmen, der 935 von seinem jüngeren Bruder Boleslaus getötet wurde, wurde zum Schutzpatron des Landes bestimmt.
Während die Länder vom polnischen König Bolesław I. besetzt waren und interne Kämpfe die Přemysliden-Dynastie erschütterten, erhielt Herzog Wladiwoj 1002 Böhmen als Lehen aus den Händen des ostfränkischen Königs Heinrich II. Dadurch wurde das Herzogtum Böhmen ein Reichsfürstentum. Das Herzogtum Böhmen wurde zum (Erb-)Königreich Böhmen erhoben, als Herzog Ottokar I. 1198 seine Erhebung durch den deutschen König Philipp von Schwaben sichergestellt hatte. Die Přemysliden blieben während des gesamten Hochmittelalters an der Macht. Mit dem Tod des letzten Königs Wenzel III. im Jahre 1306 erlosch die Dynastie der Přemysliden.

## Geschichte

### Übersicht
Die Gebiete des Böhmischen Massivs zwischen Oberpfälzer Wald, Böhmerwald, Erzgebirge, den Sudeten-Gebirgen und der Böhmisch-Mährischen Höhe wurden um 550 von slawisch-böhmischen Stämmen besiedelt. Im 7. Jahrhundert waren die einheimischen Tschechen Teil der Union, die vom fränkischen Kaufmann Samo (gest. 658) geführt wurde. Böhmen als geographischer Begriff, wahrscheinlich abgeleitet von den keltischen (gallischen) Boii-Stämmen, erschien erstmals in fränkischen Quellen des 9. Jahrhunderts. Im Jahr 805 bereitete sich Kaiser Karl der Große darauf vor, die Länder zu erobern, fiel 805 in Böhmen ein und belagerte die Festung Canburg an der Eger. Die tschechischen Verteidiger schreckten vor dem offenen Kampf zurück und zogen sich in die tiefen Wälder zurück. Nach vierzig Tagen musste der Kaiser seine Truppen wegen des Mangels an Vorräten zurückziehen. Als die fränkischen Truppen im nächsten Jahr zurückkehrten und das böhmische Land niederbrannten und plünderten, mussten sich die lokalen Stämme schließlich unterwerfen und wurden vom karolingischen Reich abhängig.

### Großmähren
Während das fränkische Reich Mitte des 9. Jahrhunderts zerfiel, geriet Böhmen unter den Einfluss des um 830 gegründeten Mährerreichs. 874 einigte sich Fürst Svatopluk I., der der Mojmiriden-Dynastie entstammte, mit dem ostfränkischen König Ludwig dem Deutschen und bestätigte dessen böhmische Herrschaft.  Mit der Zersplitterung des Mährerreichs unter dem Druck der magyarischen Einfälle um 900 begann sich Böhmen als unabhängiges Fürstentum zu formen. Bereits 880 hatte der Přemyslidenfürst Bořivoj I. von Levý Hradec, zunächst Stellvertreter des Herzogs Svatopluk I., der 874 vom großmährischen Erzbischof Methodius von Saloniki getauft worden war, seine Residenz auf die Prager Burg und begann, das Moldaubecken zu unterwerfen.
Nach Bořivojs Tod 888/890 erlangte Großmähren kurzzeitig die Kontrolle über das aufstrebende böhmische Fürstentum zurück, bis sein Sohn Spytihněv 895 zusammen mit dem Slavnikiden-Fürsten Witizla dem ostfränkischen König Arnulf von Kärnten in Regensburg die Treue schwor. Er und sein jüngerer Bruder Vratislaus herrschten dann über Mittelböhmen um Prag. Sie konnten ihr Reich vor den magyarischen Streitkräften schützen, die eine ostfränkische Armee in der Schlacht von Pressburg 907 während der ungarischen Eroberung des Karpatenbeckens vernichteten. Durch die ungarische Präsenz von Byzanz abgeschnitten, existierte das böhmische Fürstentum als unabhängiger Staat, obwohl es immer noch im Schatten Ostfrankens stand; die Herzöge würdigten die bayerischen Herzöge im Austausch für die Bestätigung des Friedensvertrages. Vratislaus' Sohn Wenzel, der ab 921 regierte, wurde bereits als Oberhaupt des böhmischen Stammesverbandes anerkannt. Er musste jedoch mit der Feindschaft seines Nachbarn Herzog Arnulf von Bayern und dessen mächtigem Verbündeten, dem sächsischen König Heinrich I., fertig werden. Wenzel behielt seine herzogliche Autorität bei, indem er sich 929 König Heinrich unterwarf, woraufhin er von seinem Bruder Boleslaus ermordet wurde.

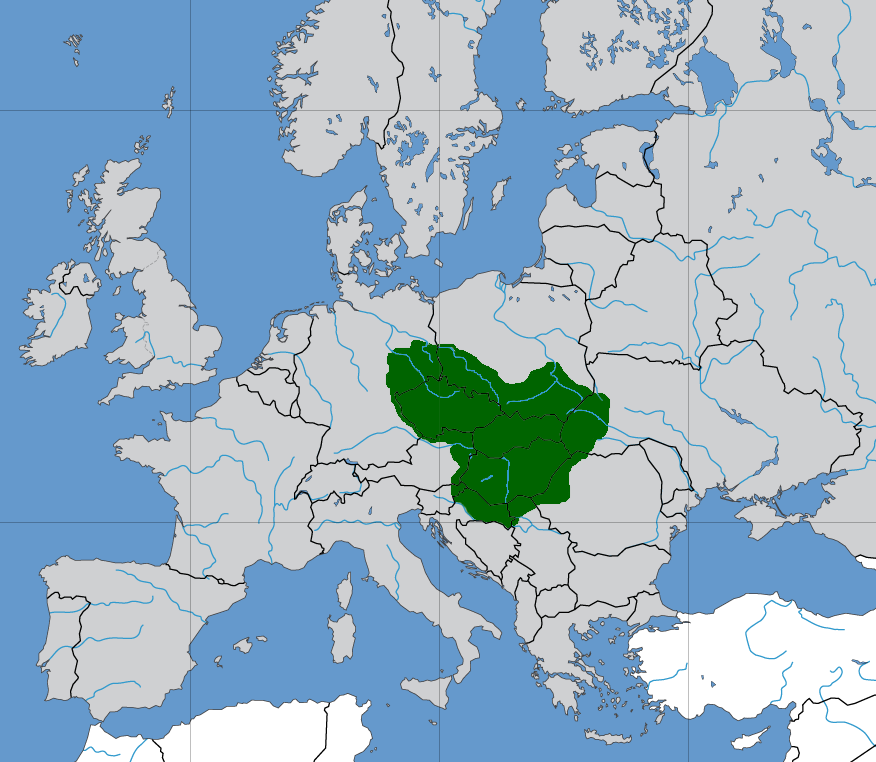
Großmähren (dunkelgrün) mit den modernen Grenzverläufen.

Als Herzog Boleslaus 935 den böhmischen Thron bestieg, eroberte er die angrenzenden Länder Mähren und Schlesien und dehnte sich weiter nach Krakau im Osten aus. Er leistete Widerstand gegen Heinrichs Nachfolger König Otto I., hörte auf, den Tribut zu zahlen, griff einen Verbündeten der Sachsen in Nordwestböhmen an und zog 936 nach Thüringen. Nach einem längeren bewaffneten Konflikt belagerte König Otto I. 950 eine Burg im Besitz von Boleslaus' Sohn und Boleslaus unterzeichnete schließlich einen Friedensvertrag, in dem er Ottos Oberhoheit anerkannte und versprach, die Zahlung des Tributs wieder aufzunehmen. Als Verbündeter des Königs kämpften seine böhmischen Truppen zusammen mit denen des Regnum Teutonicum 955 in der Schlacht auf dem Lechfeld und erhielten nach der Niederlage der Magyaren die Länder Mährens in Anerkennung seiner Dienste.
Die Überwältigung der marodierenden Magyaren hatte die gleichen Vorteile für Deutsche und Tschechen. Weniger offensichtlich ist, was Boleslav I. durch die Teilnahme am Krieg gegen die obotritischen Stämme im hohen Norden gewinnen wollte, als er den Aufstand der slawischen Herzöge Stoignew und Nakon im sächsischen Billung-Marsch niederschlug. Wahrscheinlich wollte Boleslav sicherstellen, dass seine deutschen Nachbarn seine Expansion Böhmens nach Osten nicht stören.

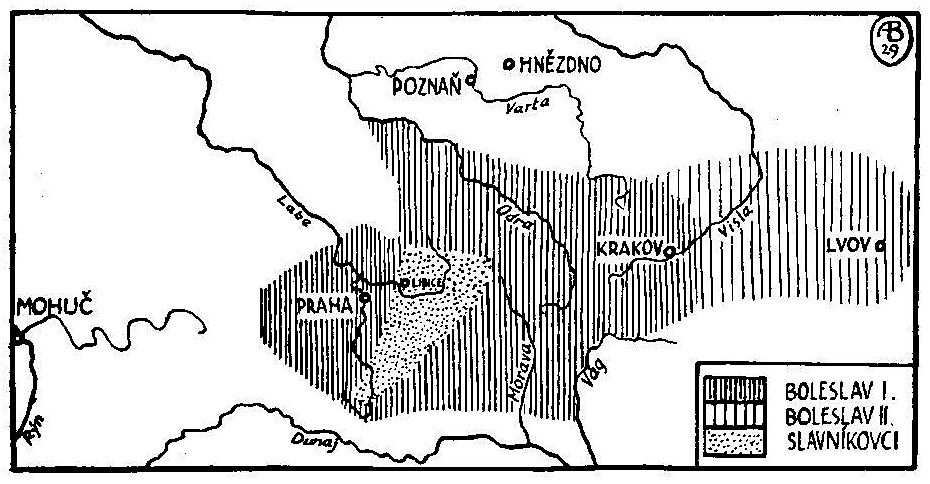
Das Herzogtum Böhmen unter Boleslaus I. und Boleslaus II.

Bezeichnenderweise war das Bistum Prag, das 973 während der Regierungszeit des Herzog Boleslaus II. gegründet worden war, dem Erzbistum Mainz unterstellt. Zur gleichen Zeit, als die Přemyslidenherrscher das deutsche Bündnis benutzten, um ihre Herrschaft gegen einen ständig rebellischen regionalen Adel zu festigen, kämpften sie darum, ihre Autonomie gegenüber dem Reich zu bewahren. Das böhmische Fürstentum wurde 995 endgültig konsolidiert, als die Přemysliden ihre slawischen Rivalen besiegten, die tschechischen Stämme vereinigten und eine Form der zentralisierten Herrschaft etablierten, wenn auch erschüttert durch interne dynastische Kämpfe.

### Heiliges Römisches Reich

Karte des Heiligen Römischen Reiches um das Jahr 1000. Das Herzogtum Böhmen ist an der östlichen Reichsgrenze und ist in beige gehalten.

1002 belehnte der ostfränkische König Heinrich II. den böhmischen Herzog Vladivoj mit dem Herzogtum Böhmen, das durch diesen Akt in das Heilige Römischen Reich eingegliedert wurde. Nach Vladivojs Tod 1003 fiel der polnische Herzog Bolesław I. in Böhmen und Mähren ein, wo er als Boleslaus IV. regierte. Als im Jahre 1004 die Polen mit Hilfe Heinrichs II. aus Böhmen vertrieben worden waren, erhielt Herzog Jaromír vom späteren Kaiser das Herzogtum lehensweise.
Der böhmische Herzog Bretislaus I. erwarb 1019 oder 1029 die mährischen Ländereien zurück, die nachfolgend überwiegend von einem jüngeren Sohn des böhmischen Herzogs/Königs regiert wurden. Um 1031 fiel Bretislaus in Ungarn ein und 1035 unterstützte er den Kaiser gegen die Lausitzer. 1039 fiel er in Polen ein, eroberte Posen und verwüstete Gnesen; danach eroberte er einen Teil Schlesiens einschließlich Breslau. Die Zerstörung von Gnesen veranlasste die polnischen Herrscher, ihre Hauptstadt nach Krakau zu verlegen. 1040 besiegte Bretislaus I. die Invasion des römisch-deutschen Königs Heinrich III. in Böhmen in der Schlacht bei Brůdek. Im nächsten Jahr belagerte Heinrich III. jedoch Bretislaus in Prag und zwang ihn, auf alle seine Eroberungen außer Mähren zu verzichten. 1047 handelte Heinrich III. einen Friedensvertrag zwischen Bretislaus und den Polen aus.
Bretislaus Sohn Vratislaus II. unterstützte in seiner langen Regierungszeit Heinrich III. gegen den Papst, gegen Könige und Aufstände in Sachsen. Die böhmischen Truppen marschierten 1083 mit Heinrich III. in Rom ein. 1085 ernannte Vratislaus II. auf Lebenszeit zum ersten König von Böhmen. Dessen Nachfolger Břetislav II. war weitgehend mit dem schlesischen Konflikt befasst, da die Polen für die von Bretislaus I. zurückgetretenen Gebiete keine Gebühr zahlten.
1147 begleitete der böhmische Herzog Ladislaus II. den deutschen König Konrad III. auf dem Zweiten Kreuzzug, stoppte aber seinen Marsch bei Konstantinopel. Dank seiner militärischen Unterstützung gegen norditalienische Städte (insbesondere Mailand) für Kaiser Friedrich Barbarossa wurde Ladislaus II. am 11. Januar 1158 zum König von Böhmen gewählt und war damit der zweite König von Böhmen.

## Ende des Fürstentums

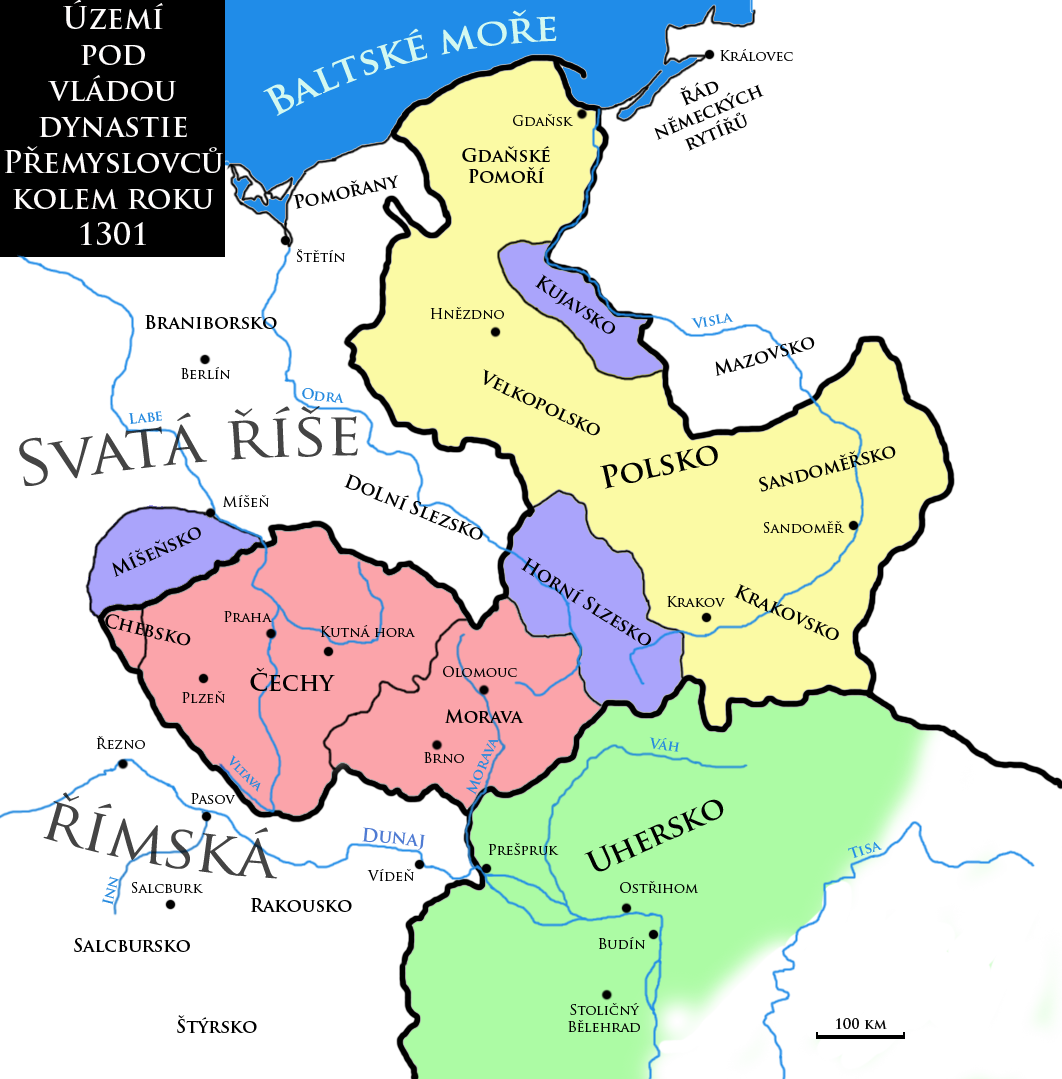
Territorium unter der Kontrolle der Přemysliden-Dynastie um das Jahr 1301.

Während des deutschen Bürgerkriegs zwischen dem Stauferkönig Philipp von Schwaben und seinem welfischen Rivalen Otto IV. beschloss Herzog Ottokar I., Philipp zu unterstützen, wofür er 1198 mit dem erblichen Titel eines Königs ausgezeichnet wurde. Im Jahr 1200 gab Ottokar I. seinen Pakt mit Philipp auf und wechselte zur Welfenfraktion. Sowohl Otto IV. als auch Papst Innozenz III. bestätigten Ottokar I. im Jahre 1198 in seinem Amt als König. Nachfolgend wurde das böhmische Herzogtum zum Königreich Böhmen erhoben.
Mit der Sizilischen Goldenen Bulle, die zu den bedeutendsten Dokumenten der böhmischen Geschichte gehört, bestätigte im Jahre 1212 der Römisch-deutsche Kaiser Friedrich II. Ottokar I. und dessen Nachfolgern die Königswürde. Zugleich bestätigte er die Rechte und Pflichten der böhmischen Könige innerhalb des Heiligen Römischen Reiches. Das kaiserliche Vorrecht, jeden böhmischen Herrscher zu bestätigen und den Bischof von Prag zu ernennen, wurde aufgehoben. Das Land erreichte damals seine größte territoriale Ausdehnung, die historisch als das „Goldene Zeitalter“ bezeichnet wird.
Nach dem Erlöschen der Přemysliden-Dynastie wurden die Länder der Krone Böhmen von 1310 bis zum Tod des Kaisers Sigismund 1437 vom Haus Luxemburg regiert. Nach dem Mittelalter blieb das Königreich Böhmen von 1526 bis zum Zusammenbruch Österreich-Ungarns, zuvor das Kaisertum Österreich, nach dem Ersten Weltkrieg unter der Herrschaft der Habsburger.

## Wirtschaft
Der Abbau von Zinn und Silber begann schon im Frühmittelalter in Kuttenberg und auch im mährischen Iglau, die bis zum frühen 12. Jahrhundert zu politisch organisierten Bergstädten ausgebaut wurden. Neue Silbererz- und Zinnfunde im Erzgebirge verschafften dem Bergbau neue Impulse im „Ersten Berggeschrey“ 1168–ca. 1350, in dem auf böhmischer Seite u. a. Graupen als Bergstädte entstanden. Bedeutender waren im Erzgebirge später St. Joachimsthal und Gottesgab.